# Desarraigo

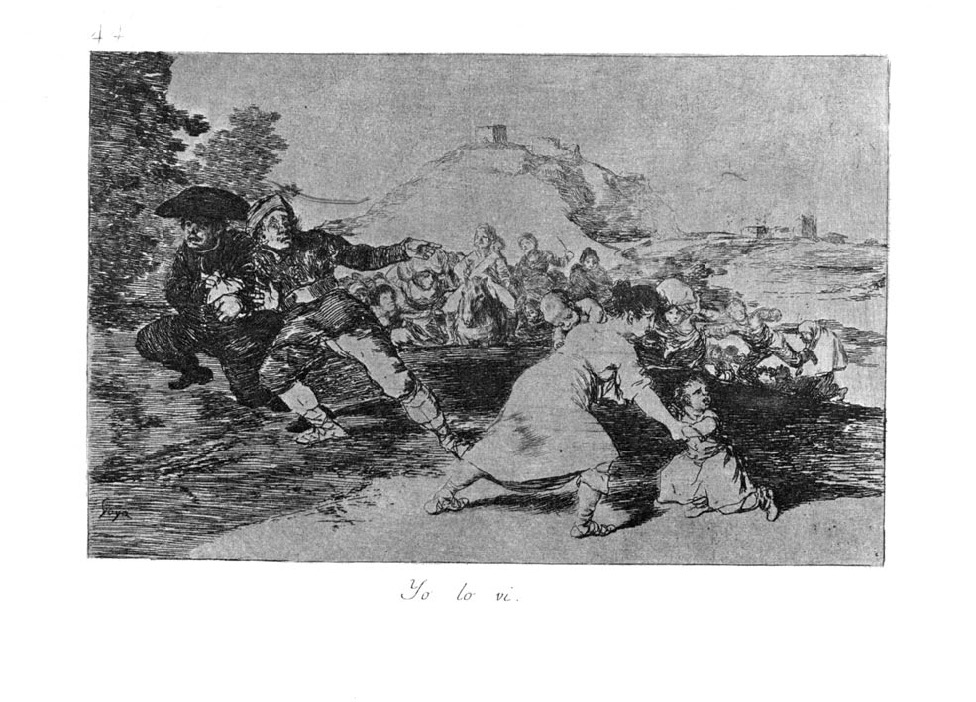
Yo lo vi, Los desastres de la guerra. Francisco de Goya, 1810. Las guerras aúnan prácticamente todas las causas que desembocan en el desarraigo: pérdida de seres queridos, éxodo y migración, penurias, hambruna, y en general la absoluta corrupción de la vida humana.

Desarraigo es la pérdida o corrupción de las raíces sociales y familiares sufriendo la identidad personal un extrañamiento o pérdida de sentido vital, cultural y social. El desarraigo repercute en la vida emocional de las personas y los grupos sociales.

## Causas del desarraigo
El desarraigo se puede producir al alterarse -habitualmente contra la voluntad del individuo y/o el grupo social- el lugar habitual de residencia, las formas habituales de convivencia así como las relaciones sociales y culturales que construyen la identidad y el sentido de lo humano. Las causas del desarraigo pueden ser diversas aunque las más frecuente son el exilio y la migración por guerras, hambrunas y otras causas económicas -pobreza, desigualdad social y económica- o sociopolíticas -persecución, genocidio, exterminio-.
Hay causas de desarraigo temporal -como realizar estudios o formación en otros países, desplazamientos individuales o familiares por cambios en el puesto de trabajo-. Sin duda las causas que llevan a una persona a dejar el lugar donde nació y vivió una parte de su vida, a abandonar sus raíces y su cultura son muy amplias y responde también a una nueva manera de relacionarse y establecer la vida social y económica de finales del siglo XX y el siglo XXI -globalización, redes sociales, uso y abuso de internet, individualismo, consumismo pueril, acabamiento del medio rural tradicional, etc.-.

## Elementos del desarraigo

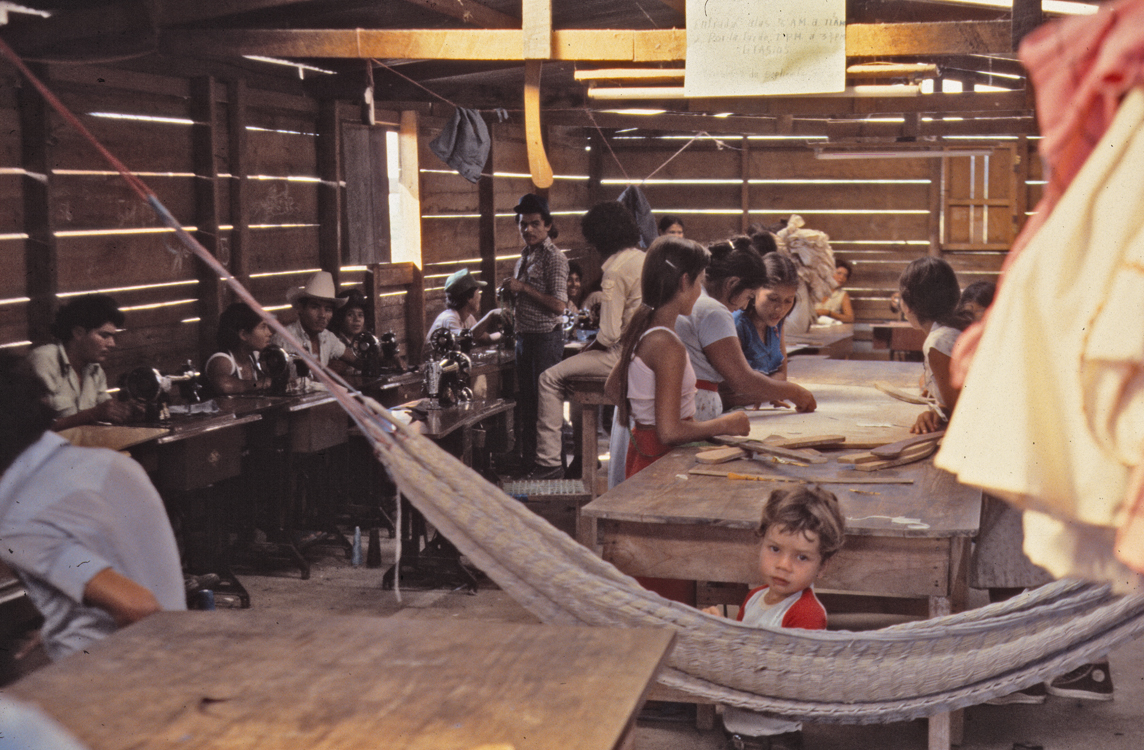
Campamento de refugiados de Mesa Grande, Honduras, 1987.

El exilio y la emigración conllevan un proceso de separación y duelo; reconocimiento de la pérdida de relaciones interpersonales o relaciones humanas y con el medio, ya sea rural o urbano:
- Identidad
- Familia
- Amigos
- Cultura
- Lengua
- Localidad
- Clima, etc

Además obligan al individuo a un esfuerzo de adaptación a la nueva cultura, normalmente a una nueva lengua en circunstancias generalmente muy desfavorables. 

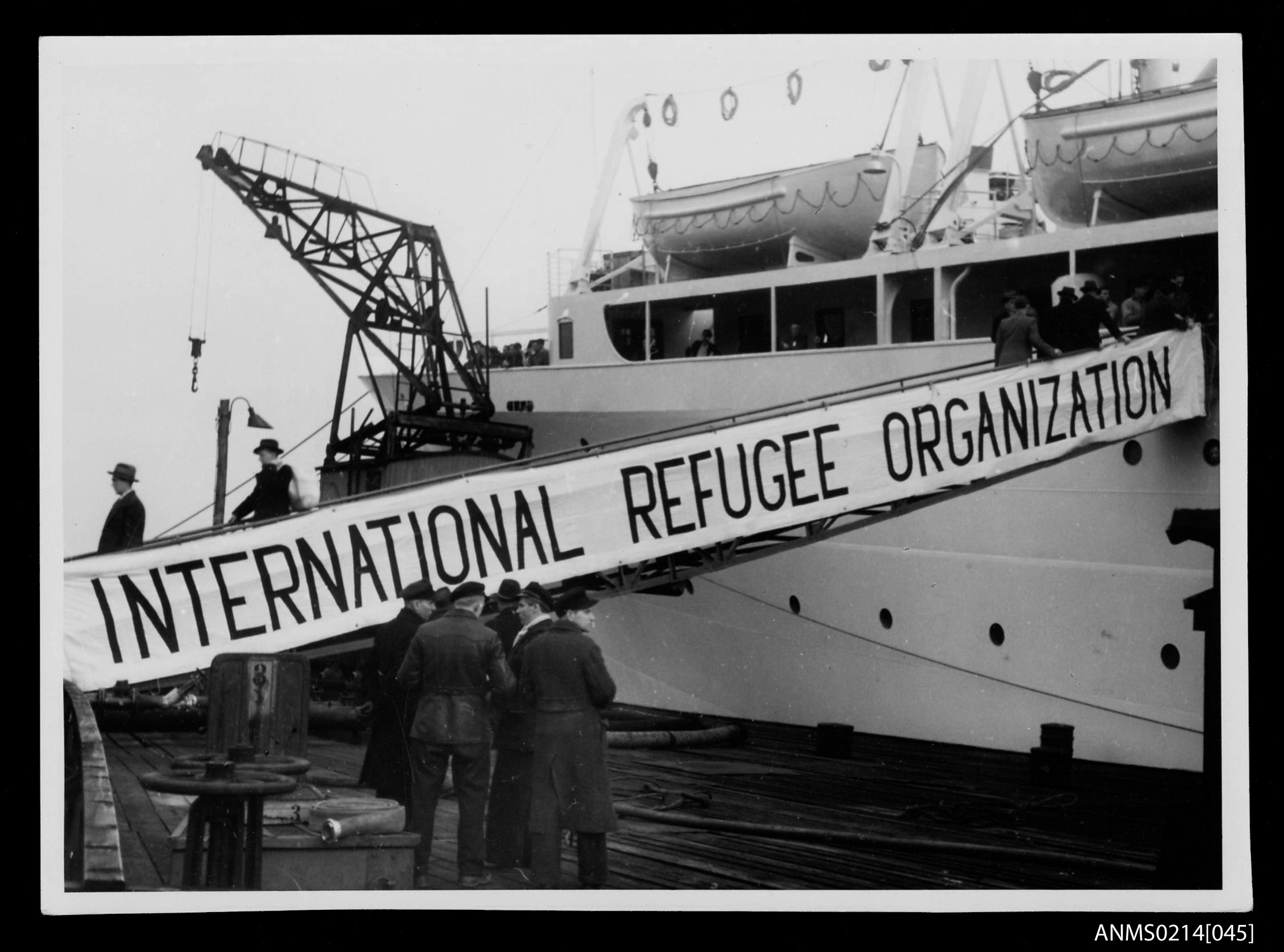
Barco para refugiados. Organización Internacional para los Refugiados, 1951.

## Consecuencias del desarraigo
El desarraigo puede producir en el individuo:
- Soledad y tristeza y añoranza
- Depresión, ansiedad y angustia
- Frustración y pérdida de autoestima
- Miedo, extrañamiento,
- Violencia, terrorismo
- Enfermedades mentales
- Adicciones -alcoholismo y drogadicción-
- Desempleo, mendicidad, pobreza